# Mohamed Ould Brahim
Mohamed Ould Brahim (arabisch محمد ولد إبراهيم, DMG Muḥammad walad Ibrāhīm; * 3. Januar 1968) ist ein ehemaliger mauretanischer Leichtathlet, der sich auf den Sprint spezialisiert hatte.

## Biografie
Mohamed Ould Brahim hatte seinen ersten internationalen Auftritt bei den Hallenweltmeisterschaften 1995, wo er über 200 Meter startete. Bei den Olympischen Spielen 1996 in Atlanta schied Ould Brahim im 200-Meter-Lauf als Achter seines Vorlaufs aus. Drei Jahre später startete er bei den Weltmeisterschaften in Sevilla über 100 Meter und 2004 bei den Hallenweltmeisterschaften in Budapest, dieses Mal über 60 Meter.